# Fuchs Dome
Der Fuchs Dome ist ein vereister und kuppelförmiger Berg im ostantarktischen Coatsland. Er ragt 1525 m (nach anderer Quelle 1810 m) hoch zwischen dem Stratton-Gletscher und dem Gordon-Gletscher im Zentrum der Shackleton Range auf.
Kartiert wurde er 1957 von Teilnehmern der Commonwealth Trans-Antarctic Expedition (1955–1958) unter der Leitung des britischen Polarforschers Vivian Fuchs (1908–1999), nach dem der Berg auch benannt ist.